# Dolný Lopašov
Dolný Lopašov és un poble i municipi d'Eslovàquia que es troba a la regió de Trnava, a l'oest del país. La primera menció escrita de la vila es remunta al 1394.

## Demografia
| Godina             | 1994 | 2004   | 2014   | 2024   |
| ------------------ | ---- | ------ | ------ | ------ |
| Nombre de persones | 963  | 979    | 957    | 964    |
| Diferència         |      | +1,66% | −2,24% | +0,73% |

| Godina             | 2023 | 2024   |
| ------------------ | ---- | ------ |
| Nombre de persones | 971  | 964    |
| Diferència         |      | −0,72% |